# Sărnica
Sărnica (bulharsky Сърница) je město, ležící ve středním Bulharsku v Západních Rodopech. Je správním střediskem stejnojmenné obštiny a má přibližně 3 500 obyvatel.

## Historie
Sídlo bylo založeno v roce 1860, kdy sem přišli pastevci od Dospatu, a neslo jméno po svém zakladateli Šabanlii. V roce 1950 se ves stala sídlem obštiny, v roce 1977 k ní byly připojeny vsi Krušata (Крушата), Letenci (Петелци), Bărduče (Бърдуче) a Orino (Орлино) a takto vzniklý celek byl pojmenován Sărnica. V roce 1987 byla obština připojena k obštině Velingrad, což trvalo až do roku 2015. Mezitím získala ves v roce 2003 statut města.

## Obyvatelstvo
K 15. září 2024 ve městě žilo 3 526 obyvatel a bylo zde trvale hlášeno 3 643 obyvatel. Podle sčítání 1. února 2011 bylo národnostní složení následující:
- Bulhaři: 1 765 (79.3 %)
- Turci: 158 (7.1 %)
- ostatní[p 2]: 302 (13.6 %)

## Poloha
Město leží u severního břehu přehradního jezera Dospat, kde se do něho vlévá řeka stejného jména. Řeka pramení zhruba 25 km severozápadně od města v blízkosti vesnice Medeni Poljani ve výšce zhruba 1450 m n. m.
Městem prochází silnice č.843.